# Edifici al carrer Mur, 120 (Martorell)
L'Edifici al carrer Mur, 120 és una obra eclèctica del municipi de Martorell (Baix Llobregat) inclosa en l'Inventari del Patrimoni Arquitectònic de Catalunya.

## Descripció
És un edifici entre mitgeres de planta baixa, dos pisos i terrat. Composició simètrica a partir dels buits de planta baixa que tenen continuïtat en els balcons i ulls de bou del pisos. Interessant ornament a manera de trencaaigües format per garlanda de flors. Coronament de l'edifici amb gregues de dibuixos i filigranes en relleu i picat; medalló amb inicials en el centre del frontó ondulat. Ornaments de pedra artificial.